# Frouke Oonk
Frouke Oonk (Nederweert, 22 september 1976) is een Nederlands oud-langebaanschaatsster. Ze was gespecialiseerd in de korte afstanden (100, 500 en 1000 meter).

## Biografie
In 1995 deed Oonk voor het eerst mee aan internationale toernooien. Ze werd 9e op haar eerste WK voor junioren. Het jaar daarop werd ze 6e. In 1999 viel Oonk op tijdens de Wereldbekerwedstrijden: ze behaalde drie afstandsoverwinningen en werd twee keer tweede in de B-groep. Na te zijn gepromoveerd naar de A-groep behaalde ze daar een achtste plaats op de 1000 meter tijdens de laatste Wereldbekerwedstrijden van dat seizoen in Roseville. Ook in het seizoen 2002-2003 bewees Oonk met de wereldtop mee te kunnen: ze werd één keer eerste en één keer derde tijdens een Wereldbekerwedstrijd in de B-groep. In 2004 deed ze daar nog een schepje bovenop en behaalde ze meerdere keren de top 6 en werd tweede in de A-groep op de 500 meter in Inzell.
Oonk was een zeer snelle starter, ze behaalde enkele medailles op de 100 meter sprint. In 2004 werd ze vierde in het eindklassement van de Wereldbeker op die afstand. Op 12 september 2007 maakte ze bekend te stoppen met schaatsen vanwege de ziekte van Pfeiffer en een aanhoudende dijbeenblessure.

## Persoonlijk leven
Ze woont tegenwoordig samen met haar partner, haar voormalige collega-schaatsster Chris Witty.

## Persoonlijke records
| Afstand    | Tijd    | Datum            | Baan           |
| ---------- | ------- | ---------------- | -------------- |
| 500 meter  | 38,32   | 22 januari 2005  | Salt Lake City |
| 1000 meter | 1.16,02 | 22 januari 2005  | Salt Lake City |
| 1500 meter | 2.02,90 | 23 oktober 2004  | Erfurt         |
| 3000 meter | 4.29,53 | 30 november 1997 | Calgary        |
| 5000 meter | 8.08,50 | 15 maart 1996    | Heerenveen     |

## Resultaten
| jaar | NK Afstanden                | NK Sprint | WK Sprint  | WK Afstanden       | WK Junioren |
| ---- | --------------------------- | --------- | ---------- | ------------------ | ----------- |
| 1995 |                             |           |            |                    | 9e          |
| 1996 |                             |           |            |                    | 6e          |
| 1997 | 500m · 1000m · 1500m        |           |            |                    |             |
| 2000 | 500m                        |           | 22e        |                    |             |
| 2001 |                             | Brons     | 31e (+val) |                    |             |
| 2003 |                             | Brons     |            |                    |             |
| 2004 |                             | 4e        | 14e        |                    |             |
| 2005 | 500m · 4e 1000m · 16e 1500m | Zilver    | 14e        | 12e 500m 13e 1000m |             |
| 2006 | 5e 500m 15e 1000m           |           |            |                    |             |